# بوريس يغوروف
بوريس يغوروف (بالإنجليزية: Boris Yegorov)‏ (و. 1937 – 1994 م) هو طبيب، ورائد فضاء من الاتحاد السوفيتي . ولد في موسكو.
ويحمل رتبة عسكرية عقيد .
توفي في موسكو .بسبب نوبة قلبية .

## ريادة الفضاء
شارك في المهمات الفضائية:
- Voskhod 1.

## التعليم
تعلم في I.M. Sechenov First Moscow State Medical University

## جوائز
حصل على جوائز منها:
- وسام لينين
- وسام تطوير الأراضي البكر
- Pilot-Cosmonaut of the USSR
- وسام الراية الحمراء من حزب العمال
- بطل الاتحاد السوفيتي
- Medal "Veteran of the Armed Forces of the USSR".

## روابط خارجية
- بوريس يغوروف على موقع الموسوعة البريطانية (الإنجليزية)
- بوريس يغوروف على موقع مونزينجر (الألمانية)